# Большие Луки (Новосибирская область)
Больши́е Лу́ки — село в Баганском районе Новосибирской области. Входит в состав Палецкого сельсовета.

## География
Площадь села — 47 гектар

## Население
| 1976 | 1995 | 2002 | 2007 | 2010 |
| ---- | ---- | ---- | ---- | ---- |
| 281  | ↘246 | ↗269 | ↘253 | ↘206 |

## История
Основано в 1908 году. В 1928 г. посёлок Большие Луки состоял из 115 хозяйств, основное население — украинцы. В составе Кучугурского сельсовета Черно-Курьинского района Славгородского округа Сибирского края.

## Инфраструктура
В селе по данным на 2006 год функционируют 1 учреждение здравоохранения, 1 образовательное учреждение.